# ليزا هانم
هاليزا هانم بنت عبد الحليم أو ليزا هانم (بالملايوية: Liza Hanim)‏ هي مغنية وممثلة ماليزية.

## روابط خارجية
ليزا هانم على موقع IMDb (الإنجليزية)
- ليزا هانم على موقع ميوزك برينز (الإنجليزية)
- ليزا هانم على موقع ديسكوغز (الإنجليزية)
- ليزا هانم على موقع قاعدة بيانات الفيلم (الإنجليزية)

- ليزا هانم على إنستغرام